# Ренгендорф
Ренгендо́рф (фр. Ringendorf) — коммуна на северо-востоке Франции в регионе Гранд-Эст (бывший Эльзас — Шампань — Арденны — Лотарингия), департамент Нижний Рейн, округ Саверн, кантон Буксвиллер. До марта 2015 года коммуна административно входила в состав упразднённого кантона Ошфельден (округ Страсбур-Кампань).
Площадь коммуны — 3,66 км², население — 407 человек (2006) с тенденцией к росту: 445 человек (2013), плотность населения — 121,6 чел/км².

## Население
Население коммуны в 2011 году составляло 437 человек, в 2012 году — 441 человек, а в 2013-м — 445 человек.
| 1962 | 1968 | 1975 | 1982 | 1990 | 1999 | 2006 | 2008 | 2011 | 2012 | 2013 |
| ---- | ---- | ---- | ---- | ---- | ---- | ---- | ---- | ---- | ---- | ---- |
| 381  | 351  | 329  | 313  | 309  | 259  | 407  | 421  | 437  | 441  | 445  |

Динамика населения:

## Экономика
В 2010 году из 279 человек трудоспособного возраста (от 15 до 64 лет) 220 были экономически активными, 59 — неактивными (показатель активности 78,9 %, в 1999 году — 74,0 %). Из 220 активных трудоспособных жителей работали 214 человек (114 мужчин и 100 женщин), 6 числились безработными (трое мужчин и три женщины). Среди 59 трудоспособных неактивных граждан 24 были учениками либо студентами, 27 — пенсионерами, а ещё 8 — были неактивны в силу других причин.

## Достопримечательности (фотогалерея)
- На главной улице
- На главной улице
- Здание мэрии
- Протестантская церковь
- Фахверковый дом